# Alfabeto gagauzo

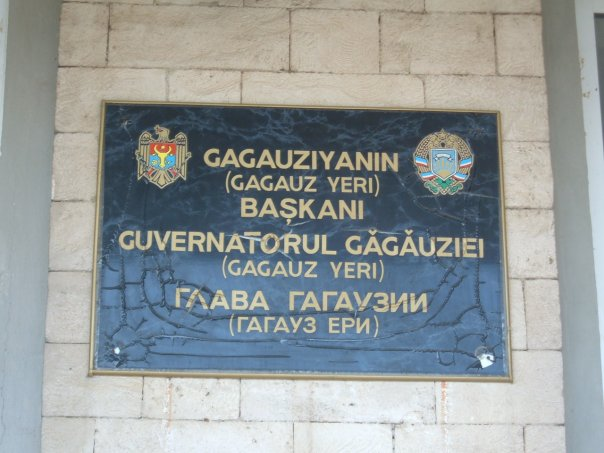
Targa in lingua gagauza

L'alfabeto gagauzo moderno, utilizzato nella lingua gagauza, è basato sull'alfabeto latino, modellato sull'alfabeto turco, con 31 lettere.

## Lettere
Le lettere dell'alfabeto gagauzo, nel loro ordine standard sono:
A, Ä, B, C, Ç, D, E, Ê, F, G, H, I, İ, J, K, L, M, N, O, Ö, P, R, S, Ş, T, Ţ, U, Ü, V, Y, Z.
Si noti che le lettere I ed İ sono lettere distinte. I è la forma maiuscola di ı, ed İ la forma maiuscola di i. Nell'alfabeto gagauzo non esistono q, w ed x che sono traslitterate rispettivamente con k, v e ks.

### Esempi
Luoghi:
Basarabiya (con la İ),
Komrat,
Kişinöv